# Bartolomej Urbanec
Bartolomej Urbanec (* 12. November 1918 in Krompachy; † 2. Juli 1983 in Bratislava) war ein slowakischer Komponist und Dirigent.
Nach einer Lehrer-Ausbildung studierte Urbanec zunächst in Bratislava von 1942 bis 1946 Komposition bei Eugen Suchoň und Dirigieren bei Kornel Schimpl und setzte in Prag sein Dirigierstudium bei Václav Talich fort. Nach Engagements als Dirigent beim Slowakischen Volkskunst-Ensemble SĽUK (1949–1952) und beim Rundfunkorchester SOČR Bratislava (1953–1954) leitete er 1955 und 1956 das Theater Nová Scéna in Bratislava. Ab 1961 war Urbanec freiberuflich als Dirigent und Komponist tätig.
Sein Werk umfasst vier Opern, einige Orchesterwerke, ein Klavierkonzert, ein Violinkonzert, Lieder und andere Vokalwerke sowie etliche Filmmusiken.

## Quelle
- Slowakisches Musikzentrum (englisch/slowakisch)

| Personendaten    | Personendaten                       |
| ---------------- | ----------------------------------- |
| NAME             | Urbanec, Bartolomej                 |
| KURZBESCHREIBUNG | slowakischer Komponist und Dirigent |
| GEBURTSDATUM     | 12. November 1918                   |
| GEBURTSORT       | Krompachy                           |
| STERBEDATUM      | 2. Juli 1983                        |
| STERBEORT        | Bratislava                          |